# 佘畯南
佘畯南（1915年10月6日—1998年7月29日），男，生于越南南定，籍贯广东潮阳达濠，建筑师，中国共产党党员，中国工程院院士，曾任广州市设计院副院长、总建筑师、名誉院长，西南交通大学、华南理工大学兼职教授。

## 生平
1915年10月6日，佘畯南出生于越南南定一户殷实的华侨家庭。佘畯南的祖父因家乡广东潮阳达濠饥荒而到越南南定谋生。家庭的贫困使佘畯南的父亲只能做童工求生存。幸而因为勤奋乖巧，周氏店主十分喜爱佘畯南的父亲，纳佘畯南的父亲为义子。佘畯南的父亲成年后，义父周氏带佘畯南的父亲回到广东顺德准备婚事。佘畯南的父亲因此与顺德龙山一位黎姓女子结为夫妇，这位女子即佘畯南的母亲。佘畯南的母亲黎氏出身书香门第，婚后与佘畯南的父亲回到越南南定定居。后来，周氏店主将商铺搬回广州，佘畯南的父母开始自主经商，佘家家境渐渐殷实。
1928年，佘畯南被送到广州的岭南大学附属小学读书。初时，由于是新生，加之当时不善广州话，佘畯南常被同学捉弄，但经过一番努力，佘畯南度过了这段难堪的日子。1933年，佘畯南从岭南大学附属中学初中毕业，学业等各方面皆表现优秀。但此时，佘畯南的父亲传来破产的消息，佘畯南的母亲汇来600元作为佘畯南今后学习生活所需，让他自己安排今后学习生活之事。为了节省学费，佘畯南决心到离广州十分遥远，但学制与岭南大学附属中学相同、学费只有约五分之一的北京通县潞河中学读高中。佘畯南乘船途途经香港、汕头、厦门、青岛、塘沽，最终到达北京通县。但不久之后，因日军侵华节奏加快，华北局势日趋严峻，佘畯南于1934年夏天转投上海，报考上海南洋中学，可惜因阑尾炎手术无法参加考试，未能入学，只好自己学习高二课程。1935年，佘畯南考入上海南洋中学高三班，目标是考入免学费的交通大学。1936年，佘畯南从上海南洋中学毕业，报考交通大学。但由于语文作文题出自《易经》，而佘畯南没有学习过《易经》，考砸了语文，结果在数理化等科目都考得不错的情况下，名落孙山。又经过一年准备，佘畯南成功地于1937年考入交通大学上海本部。在上海，佘畯南结识了高中与大学同班同学的妹妹唐蔚芳。在暑假一起去上海新华艺术专科学校学习素描期间，两人互生情愫。
1939年冬，由于对土木工程失去兴趣，佘畯南离开上海，转入当时辗转至贵州平越办学的交通大学唐山工程学院建筑学专业，师从林炳贤。1941年，佘畯南从交通大学唐山工程学院毕业，获学士学位。毕业后，佘畯南在衡阳开办建筑设计事务所，一度陷入困顿，但后有起色。1944年，日军再次进犯长沙，情况危急，佘畯南逃离湖南。逃难至贵州遵义，佘畯南与唐蔚芳在一处教堂成婚。此后，佘畯南回到交通大学唐山工程学院，担任讲师，并继续跟随林炳贤学习。
抗日战争结束，佘畯南于1946年回到广州开设建筑设计事务所，获得数个奖项，业务拓展至香港。1948年，佘畯南与老师林炳贤在香港合作开办建筑师事务所。1951年初，佘畯南考取待遇优厚的港英政府设计处建筑师职位；4月，佘畯南决定放弃在香港的生活，携妻子儿女回广州，担任广州市卫生局建设委员会建筑师。1952年，佘畯南被调往广州市设计院前身的广州市工程局设计处。1957年，佘畯南加入中国共产党。
1966年，文化大革命爆发，佘畯南因设计“封资修建筑”而被打入“牛棚”，接受批斗和再教育。1971年，佘畯南被调回设计院。1975年，佘畯南参加中国建筑师代表团访问阿尔及利亚，接着又承担加蓬卫生中心设计任务。1976年，广东省委派佘畯南赴北京参加毛泽东纪念堂设计。1978年，佘畯南主持设计选址里加尔宫的中国驻西德大使馆。1986年，佘畯南获全国五一劳动模范、广州市设计院名誉院长称号。1989年，佘畯南第一批获得中国建筑设计大师称号。1997年，佘畯南当选中国工程院土木、水利与建筑工程学部院士。1998年7月29日16时，佘畯南因病医治无效于广州逝世，享年82岁。

## 成就
佘畯南提出建筑要为人而设计，认为：“投资省、材料低也可以搞出高水平设计，优秀设计应是价廉而物美的”。在建筑用料上主张“低材广用、中材高用、高材精用、废材料利用、就地取材”的原则，发展了中国南方的建筑风格，将中国传统的庭园空间组织与外国建筑注重使用功能的长处熔于一炉，形成了既有中国南方特色又具现代色彩的建筑设计风格，为中国建筑艺术的发展作出了重要的贡献，是现代岭南建筑学派的杰出代表。

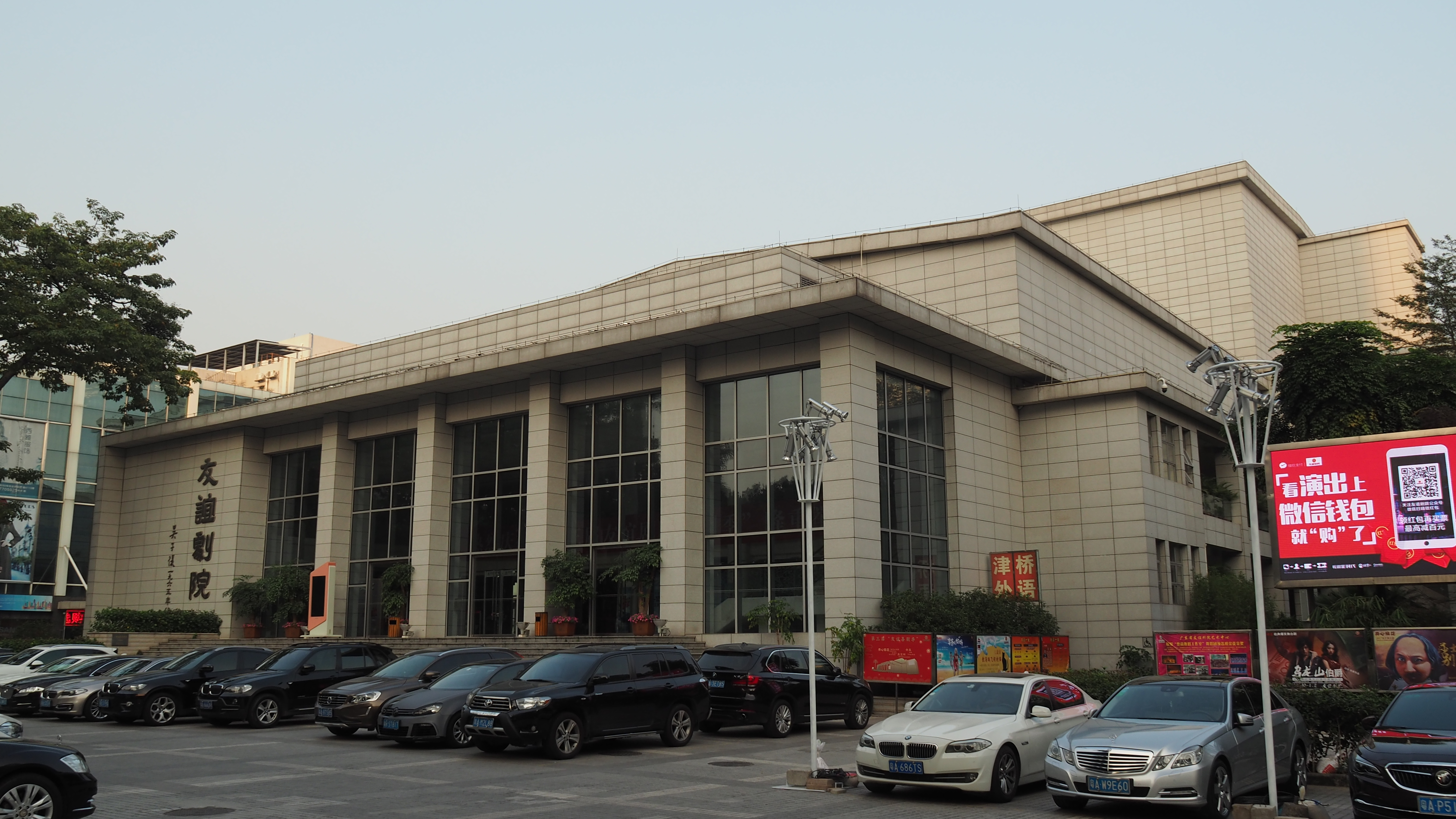
佘畯南在1960年代设计的广州友谊剧院

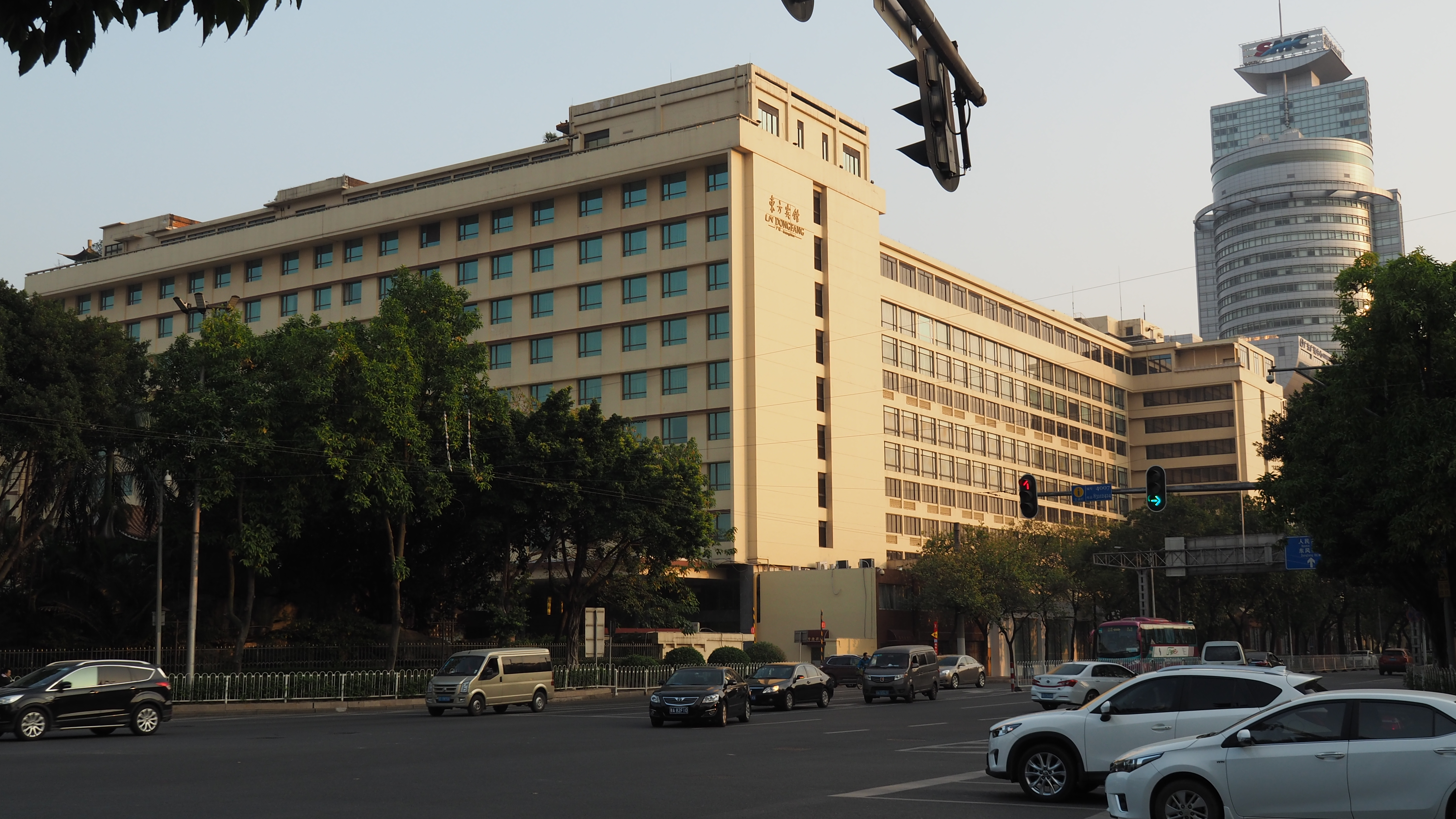
佘畯南在1970年代设计的广州东方宾馆西楼

佘畯南主要建筑设计作品有广州友谊剧院、广州东方宾馆西楼、中山温泉宾馆、广州白天鹅宾馆、中国驻西德大使馆、中国驻澳大利亚大使馆、福州温泉宾馆、汕头国际金融大厦、海口宾馆、深圳博物馆、汕头市政府大楼，著作有《佘畯南选集》。

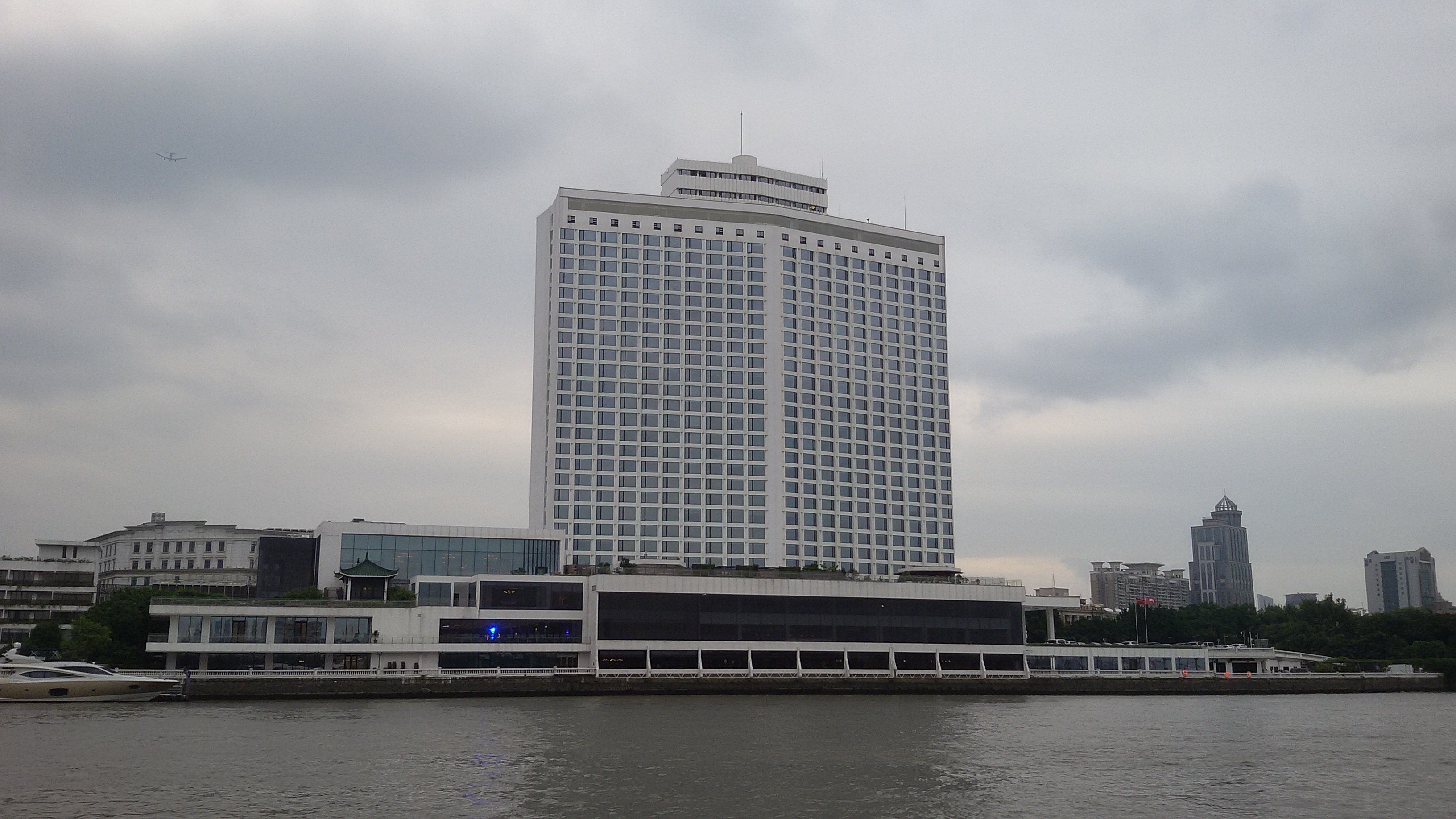
佘畯南在1980年代设计的广州白天鹅宾馆

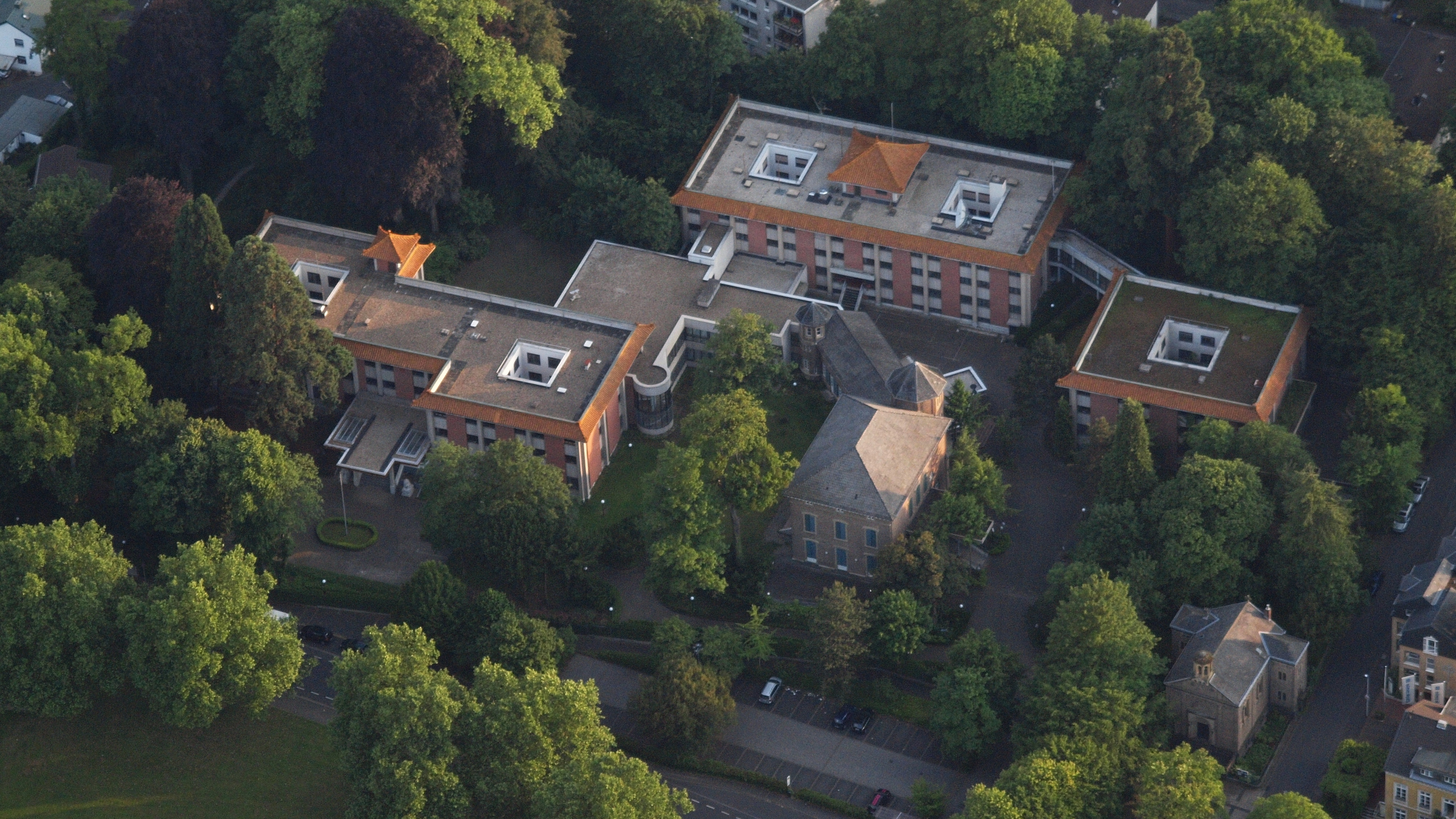
佘畯南设计的中国驻西德大使馆